# 탕쿠반 프라후산

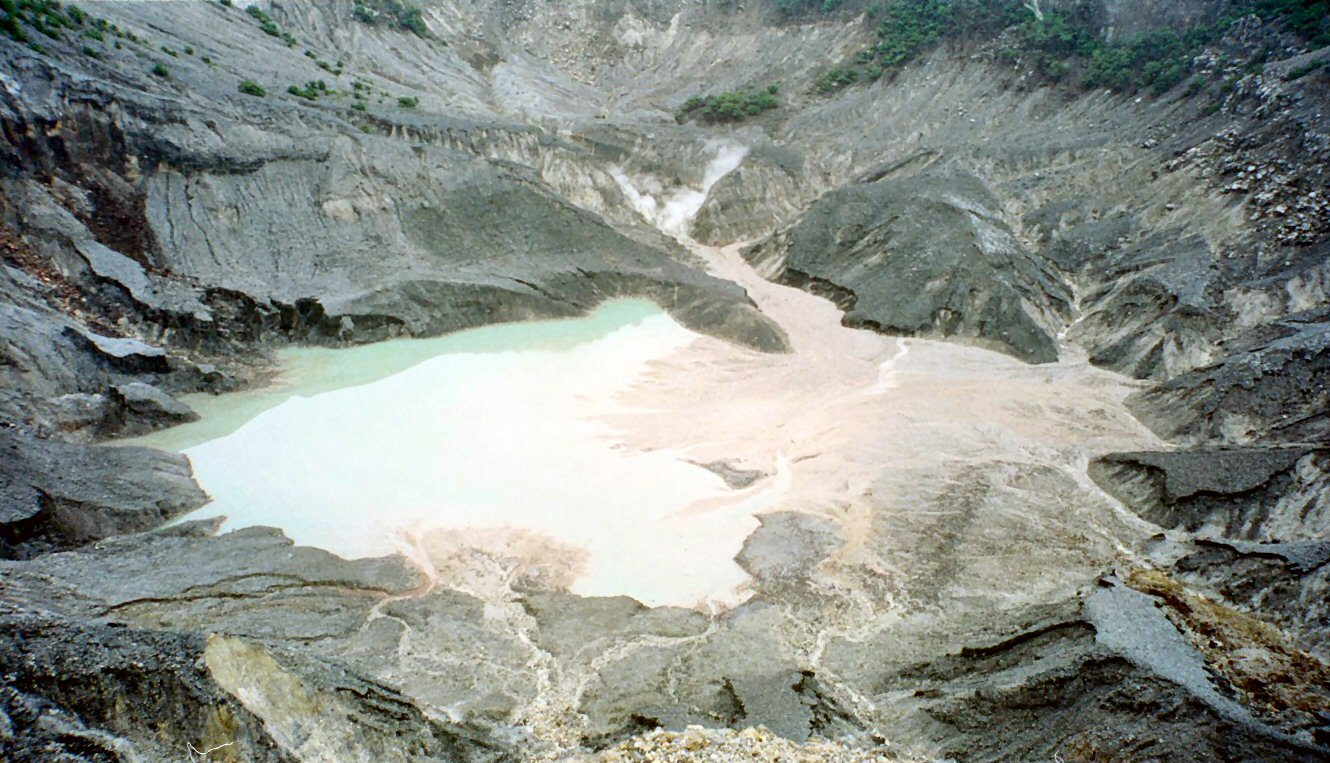
탕쿠반 파라후산

탕쿠반 파라후산(Tangkuban Parahu)은 인도네시아 자와섬의 반둥 근교에 위치한 화산으로, 거대한 성층 화산이다. 이 화산은 활화산이며, 이 때문에 꼭대기에 있는 커다란 분화구에서는 유황 연기가 나온다. 또한 뜨거운 온천수가 나와 계란을 삶아 먹을 수 있다. 지금도 관광객들이 많이 방문하며, 2013년에 화산 폭발 지수 2로 분화하였다.